# KBS World
KBS World è il servizio di trasmissione internazionale della società di radiodiffusione sudcoreana Korean Broadcasting System, e consta dell'omonimo canale televisivo, del canale radio KBS World Radio e del canale educativo KBS World 24. Tutti e tre sono trasmessi in streaming sul canale YouTube ufficiale di KBS World.

## Storia
La trasmissione radio in lingua straniera da parte della KBS (prima che diventasse una rete pubblica nel 1973) iniziò nel 1953 con il nome "La voce della Corea libera" (자유 대한의 소리?, Ja-yu Daehan-ui soriLR) e divenne parte della KBS nel luglio 1968. La stazione fu rinominata "Radio Korea" (라디오 코리아?, Radi-o Kori-aLR) nel marzo 1973 e poi "Radio Korea International" (라디오 코리아 인터내셔널?, Radi-o Kori-a InteonaesyeoneolLR) nell'agosto 1994. Quest'ultima divenne KBS World Radio a marzo 2005.
Il 1º luglio 2003 fu lanciato KBS World, un canale televisivo internazionale volto ai coreani all'estero.

## Servizi

### KBS World Radio
KBS World Radio (KBS월드라디오?, KBS Weoldeu Radi-oLR) è l'unica trasmissione radio sudcoreana in lingua straniera. Fornisce notizie, cultura, musica, intrattenimento e lezioni di coreano. Manda in onda in coreano, inglese, giapponese, francese, russo, cinese mandarino, spagnolo, indonesiano, arabo, tedesco, vietnamita e cantonese.

### KBS World

Logo di KBS World dal 2003 al 2009.

La programmazione del canale KBS World proviene dal servizio televisivo nazionale della KBS. Manda in onda programmi principalmente in coreano, ma sottotitolati in inglese e cinese. Grazie anche allo streaming sul canale YouTube, è disponibile in 103 paesi del mondo.
Oltre al segnale proveniente da Seul, esistono tre servizi separati gestiti da società controllate dalla KBS: la versione giapponese gestito da KBS Japan, la versione indonesiana gestita da OKTN e la versione americana gestita da KBS America. Il 1º novembre 2016 sul canale YouTube ufficiale è stato aggiunto lo streaming di KBS World Latino, che manda in onda drama, musica e intrattenimento sottotitolato in spagnolo e a volte anche doppiato.
Dal 1º settembre 2015 è visibile anche in Italia al canale 91 di Tivùsat.